# Parika
Parika é uma vila portuária situada na região das Ilhas do Essequibo–Demerara Ocidental na Guiana. Ele é popular por seu serviço de balsa, operado pelo Ministério dos Transportes, que transporta nas águas do Rio Essequibo. Também é notável por seus mercados de domingo. O East Bank, município da região do Essequibo tem visto desenvolvimentos consideráveis e investimentos do setor privado, especialmente na área de serviços financeiros. Parika tem mais bancos do que em qualquer outro lugar na região. É também um importante centro de transporte terrestre, uma vez que é uma parada obrigatória nos táxis locais comumente chamados de "ônibus." Tem uma população de 4.081 habitantes.
Parika é conhecido por seus mercados e fazendas ocupadas por camponeses. Mais de 500 comerciantes montam suas barracas nas feiras contendo vários tipos de produtos. Estes produzem incluem banana, coco, banana, mandioca, melancia entre outros. Parika também é conhecido por seus comércios de animais exóticos, incluindo papagaios e diversas aves.

## Demografia
Segundo o censo demográfico de 2002, tinha 2553 habitantes. A estimativa de 2010 refere-se a 4081 habitantes.
Ocupação da população
| Dato      | Funcionários | Profissionais e técnicos | Clero | Coméercio e Serviços | Act. agrícolas | Act. industriais | Ocup. elementales | S/D   | Total  |
| --------- | ------------ | ------------------------ | ----- | -------------------- | -------------- | ---------------- | ----------------- | ----- | ------ |
| Población | 48           | 68                       | 22    | 335                  | 252            | 142              | 444               | 1242  | 2553   |
| %         | 1,88         | 2,66                     | 0,86  | 13,12                | 9,87           | 5,56             | 17,39             | 48,65 | 100,00 |